# Guerra Civil Dominicana (1911–1912)
Guerra Civil Dominicana, que durou de dezembro de 1911 até novembro de 1912.  Teve inicio como uma revolta no noroeste do país. Os Estados Unidos consideraram uma intervenção militar, mas conseguiram negociar um acordo sem desembarcar suas forças. A guerra às vezes é conhecida como "Guerra dos Quiquises", um apelido dado aos rebeldes.
Em 19 de novembro de 1911, o General Luis Tejera liderou um grupo de conspiradores numa emboscada a carruagem do presidente Ramón Cáceres. Durante o tiroteio, Cáceres foi morto e Tejera ferido na perna. Os assassinos fugiram em um automóvel, que logo caiu em um rio. Após resgatar Tejera da água e depositá-lo em uma cabana à beira da estrada os outros conspiradores fugiram a pé. Tejera foi encontrado pouco depois e sumariamente executado. 
No vazio de poder que se seguiu, o general Alfredo Victoria, comandante do exército, tomou o controle e forçou o Congresso a eleger seu tio, Eladio Victoria, como o novo presidente. O general era amplamente suspeito de subornar o Congresso, e seu tio, que assumiu o cargo em 27 de fevereiro de 1912, não tinha legitimidade. O ex-presidente Horacio Vásquez logo retornou do exílio para liderar seus seguidores, os horacistas, em um levante popular contra o novo governo. Ele juntou forças com o caudillo da fronteira, o General Desiderio Arias, e em dezembro o país estava em um estado de guerra civil.  A violência levou os Estados Unidos a abandonar as alfândegas que operavam na fronteira haitiana, apesar do fato destas não terem sido atacadas. A pequena força estadunidense que monitorava a fronteira para combater o contrabando também se retirou, entregando a responsabilidade pela defesa das fronteiras ao Exército Dominicano. Homens e armas passavam livremente ao longo da fronteira do Haiti aos rebeldes haja vista o governo haitiano tentava promover a instabilidade no seu vizinho.  Em 12 de abril de 1912, o cônsul-geral estadunidense, Thomas Cleland Dawson, informou que "o governo tem uma bem equipada força em campo e em breve poderá sufocar a rebelião na fronteira noroeste, se não fosse pela ajuda efetiva que eles alegaram que o governo haitiano lhes estava dando". As forças general Arias tomaram as alfândegas e extorquiram empréstimos dos camponeses e proprietários de plantações nos distritos que controlavam. Os oficiais corrupto do Exército Dominicano frequentemente embolsavam a remuneração das suas tropas e saqueavam os territórios que eram enviados para subjugar. 
A situação anárquica era a vantagem da liderança militar de ambos os lados, que se enriqueciam às custas do povo. Um relatório originário da legação estadunidense, de 3 de agosto, culpou os militares pelo prolongamento o conflito.  No final de setembro, o presidente dos Estados Unidos, William Taft, enviou uma comissão para investigar as opções para a obtenção da paz. Taft não procurou a permissão do governo dominicano, mas lhes deu um aviso prévio antes da chegada da comissão em 2 de outubro.  No mesmo dia, o governo dominicano decidiu fazer 12 de outubro um feriado oficial, o Día de Colón (Dia de Colombo), em um esforço para agradar os estadunidenses. Um decreto executivo foi publicado para este efeito em 5 de outubro. Em 20 de novembro, o ministro das Relações Exteriores dominicano sugeriu que outros países deveriam adotar o feriado, para que "todos os países da América tivessem um feriado comum".  O dia é atualmente comemorado como o Día de la Raza.
A comissão estadunidense informou em 13 de novembro que os interesses pessoais dos militares e a confiança dos rebeldes impediam qualquer acordo mútuo para acabar com o conflito.  A administração Taft, em seguida, reduziu seus pagamentos ao governo dominicano até 45% das receitas aduaneiras, que era o piso estabelecido quando as alfândegas dominicanas ficaram sob a administração estadunidense mediante a Convenção de 1907. Os Estados Unidos ainda ameaçaram transferir o reconhecimento formal aos rebeldes e ceder todos os 45% dos rendimentos alfandegários para eles, a menos que o presidente Victoria renunciasse. A presença da Marinha dos Estados Unidos e de 750 fuzileiros navais deu força à ameaça. Victoria deixou o cargo em 26 de novembro. Oficiais estadunidenses se reuniram com o líder rebelde, Vásquez, e o arcebispo Adolfo Nouel foi nomeado presidente interino em 30 de novembro. Nouel foi encarregado de realizar eleições livres, porém Arias logo desafiou o governo. Após quatro meses, Nouel renunciou e o Congresso elegeu como seu sucessor o senador José Bordas Valdez, que assumiu o cargo em 14 de abril de 1913. A única preocupação de Valdez foi permanecer presidente. 